# جت الشرق الأوسط
جت الشرق الأوسط أو ميد إيست جت (بالإنجليزية: Mid East Jet, Inc)‏، هي شركة طيران ذات درجة ممتازة وفاخرة، مملوكة ملكية خاصة، مقرها في جدة، المملكة العربية السعودية. تقدم خدمات الطيران المجدولة والعارضة للمطارات المحلية والدولية. قاعدتها الرئيسية هي مطار الملك عبد العزيز الدولي في جدة، مع العديد من الشركات الشقيقة الأخرى. كانت في عام 2013 واحدة من سبع شركات طيران مقرها في السعودية.

## الأسطول

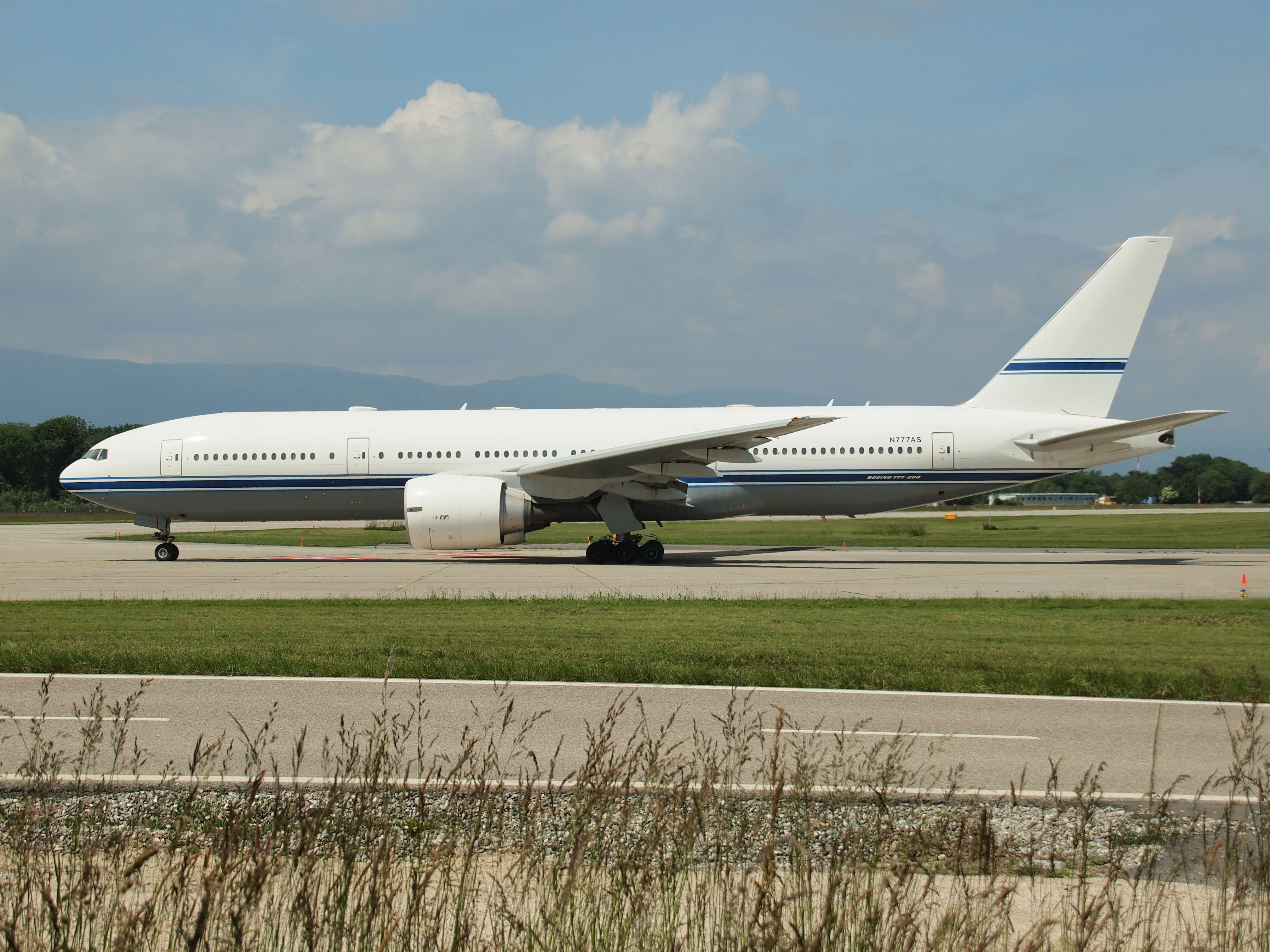
طائرة بوينغ 777-200إي آر تابعة لـ جت الشرق الأوسط في مطار جنيف

يتكون أسطول الشرق الأوسط جت من الطائرات التالية (اعتبارا من 28 يونيو 2010):